# Gustav Otto (Historiker)
Gustav Adolf Friedrich Otto (russisch Густав Адольф Фридрих Отто; * 22. Februarjul. / 6. März 1843greg. in Doblen, Russisches Kaiserreich; † 31. Maijul. / 13. Juni 1917greg. in Mitau) war ein baltischer Arzt und Historiker.

## Leben

### Herkunft und Familie
Gustav Otto war ein Sohn des Arztes Alexander Ludwig Otto und der Emma, geb. Hartung.
1874 heiratete er Olga Bluhm, Tochter des Arztes Karl Bluhm (1812–1904).

### Werdegang
Er besuchte von 1851 bis 1855 die Knabenpension in Doblen und von 1856 bis 1859 das Gouvernementsgymnasium in Mitau. 1860 war er Hauslehrer in Herbergen. Im Jahr 1861 nahm er an der Kaiserlichen Universität Dorpat ein Medizinstudium auf, das er 1866 mit der Promotion abschloss. 1867 studierte er in Wien erneut. Er war von 1868 bis 1869 praktizierender Arzt in Baldohn und 1869 in Nerft, dann von 1869 bis 1872 Stadtarzt in Bauske und von 1872 bis 1913 Kreisarzt in Mitau sowie von 1877 bis 1909 auch Arzt am dortigen Diakonissenhaus.
Otto war Präses der Mitauer Ärztlichen Vereinigung. Er hat sich durch seine Forschungen und Veröffentlichungen sehr verdient gemacht um die kurländische Personenkunde. Er war Mitglied des Engeren Ausschusses, von 1892 bis 1913 Schatzmeister und zugleich Konservator, sowie seit 1912 Ehrenmitglied der Kurländischen Gesellschaft für Literatur und Kunst, weiterhin seit 1890 korrespondierendes Mitglied der Gesellschaft für Geschichte und Altertumskunde der Ostseeprovinzen Russlands in Riga, schließlich seit 1892 Schatzmeister der Lettisch-Literärischen Gesellschaft.

## Schriften
- mit Arnold Hasselblatt: Album academicum der Kaiserlichen Universität Dorpat. Dorpat 1889 (Digitalisat).
- als Bearbeiter: Theodor Kallmeyer: Die evangelischen Kirchen und Prediger Kurlands. Riga 1890, zweite Ausgabe 1910, ergänzt und bis zur Gegenwart fortgesetzt von Gustav Otto.
- Kur-, Liv- und Estländer auf der Universität Königsberg i. Pr. 1711–1800. In: Mitteilungen aus dem Gebiete der Geschichte Liv-, Est- und Kurlands, Bd. 16, Heft 2 (1896), S. 337–514.
- Die öffentlichen Schulen Kurlands zu herzoglicher Zeit 1567–1806. In: Sitzungsberichte der kurländischen Gesellschaft für Literatur und Kunst und Jahresbericht des kurländischen Provinzialmuseums aus dem Jahre 1903 (Beilage, S. I–CXIX). Steffenhagen, Mitau 1904.
- Die Apotheken und Apotheker Kurlands. In: Sitzungsberichte der kurländischen Gesellschaft für Literatur und Kunst und Jahresbericht des kurländischen Provinzialmuseums aus dem Jahre 1914. Steffenhagen, Mitau 1915, S. 81–211.